# Hedgemon Lewis
Hedgemon Lewis (* 25. Februar 1946 in Greensboro, Alabama, USA; † 31. März 2020) war ein US-amerikanischer Boxer und Boxtrainer.
Lewis wurde unter anderem von Trainer-Legende Eddie Futch trainiert. Bei den Amateuren gewann er unter anderem zweimal das Golden Gloves tournament, einmal im Leichtgewicht und einmal im Weltergewicht. 
Bei den Profis hielt er von 1972 bis 1974 den Weltmeistergürtel des ehemaligen Verbandes NYSAC.